# کش (طالقان)
کش یک روستا در استان البرز ایران است که در دهستان پایین‌طالقان واقع شده‌است.
کش ۱۶۸ نفر جمعیت دارد .
مردم روستای کش به زبان تاتی تکلم می‌کنند. 